# Seoul Cup
La Seoul Cup, nota come Samsung Securities Cup per ragioni di sponsorizzazione, era un torneo professionistico di tennis giocato sul cemento. Inaugurato nel 2000 come parte dell'ATP Challenger Series, dal 2011 si è disputato anche il torneo femminile nell'ambito dell'ITF Women's Circuit. Si è giocato annualmente a Seul, in Corea del Sud, fino al 2013. Dal 2014 si disputa nella capitale coreana l'analogo Seoul Open Challenger.
Nel singolare primeggia Lee Hyung-Taik con 7 titoli conquistati, mentre nel doppio il primato appartiene a Ashley Fisher, a alle coppie Alexander Peya / Björn Phau e Rik De Voest / Lu Yen-hsun.

## Albo d'oro

### Singolare maschile
| Anno | Campione           | Finalista               | Punteggio        |
| ---- | ------------------ | ----------------------- | ---------------- |
| 2013 | Dušan Lajović      | Julian Reister          | walkover         |
| 2012 | Lu Yen-hsun (3)    | Yūichi Sugita           | 6–3, 7–6(4)      |
| 2011 | Lu Yen-hsun (2)    | Wang Yeu-tzuoo          | 7–5, 6–3         |
| 2010 | Lu Yen-hsun (1)    | Kevin Anderson          | 6–3, 6–4         |
| 2009 | Lukáš Lacko        | Dusan Lojda             | 6–4, 6–2         |
| 2008 | Hyung-Taik Lee (7) | Ivo Minář               | 6–4, 6–0         |
| 2007 | Dudi Sela          | Konstantinos Economidis | 6–4, 6–4         |
| 2006 | Hyung-Taik Lee (6) | Björn Phau              | 6–2, 6–2         |
| 2005 | Hyung-Taik Lee (5) | Nicolas Thomann         | 4–6, 6–1, 7–6(6) |
| 2004 | Hyung-Taik Lee (4) | Jean-René Lisnard       | 3–6, 7–5, 6–2    |
| 2003 | Hyung-Taik Lee (3) | Dennis van Scheppingen  | 6–3, 6–3         |
| 2002 | Werner Eschauer    | Igor' Kunicyn           | 6–2, ritiro      |
| 2001 | Hyung-Taik Lee (2) | Gouichi Motomura        | 6–3, 6–4         |
| 2000 | Hyung-Taik Lee (1) | Radek Štěpánek          | 6–4, 6–4         |

### Doppio maschile
| Anno | Campioni                              | Finalisti                             | Punteggio           |
| ---- | ------------------------------------- | ------------------------------------- | ------------------- |
| 2013 | Marin Draganja Mate Pavić             | Lee Hsin-han Peng Hsien-yin           | 7–5, 6–2            |
| 2012 | Lee Hsin-han Peng Hsien-yin           | Lim Yong-kyu Nam Ji-sung              | 7–6(3), 7–5         |
| 2011 | Sanchai Ratiwatana Sonchat Ratiwatana | Purav Raja Divij Sharan               | 6–4, 7–6(3)         |
| 2010 | Rameez Junaid Frank Moser             | Vasek Pospisil Adil Shamasdin         | 6–3, 6–4            |
| 2009 | Rik De Voest (2) Lu Yen-hsun (2)      | Sanchai Ratiwatana Sonchat Ratiwatana | 7–6(5), 3–6, [10–6] |
| 2008 | Łukasz Kubot Oliver Marach            | Sanchai Ratiwatana Sonchat Ratiwatana | 7–5, 4–6, [10–6]    |
| 2007 | Rik De Voest (1) Lu Yen-hsun (1)      | Sanchai Ratiwatana Sonchat Ratiwatana | 6–3, 7–5            |
| 2006 | Alexander Peya (2) Björn Phau (2)     | Florin Mergea Danai Udomchoke         | 6–4, 6–2            |
| 2005 | Alexander Peya (1) Björn Phau (1)     | Rik De Voest Łukasz Kubot             | 0–6, 6–4, [10–7]    |
| 2004 | Ashley Fisher (2) Robert Lindstedt    | Johan Landsberg Thomas Shimada        | 7–5, 7–6(0)         |
| 2003 | Alex Kim Hyung-Taik Lee               | Alex Bogomolov Jr. Jeff Salzenstein   | 1–6, 6–1, 6–4       |
| 2002 | Jaymon Crabb Mark Nielsen             | Federico Browne Rogier Wassen         | walkover            |
| 2001 | František Čermák Jaroslav Levinský    | Yves Allegro Marco Chiudinelli        | 5–7, 7–6(8), 6–3    |
| 2000 | Tim Crichton Ashley Fisher (1)        | František Čermák Ota Fukárek          | 6–4, 6–4            |

### Singolare femminile
| Anno | Campionessa  | Finalista     | Punteggio |
| ---- | ------------ | ------------- | --------- |
| 2011 | Hsieh Su-wei | Yurika Sema   | 6–1, 6–0  |
| 2012 | Erika Sema   | Mai Minokoshi | 6–1, 7–5  |
| 2013 | Han Na-lae   | Kim Da-hye    | 6–4, 6–4  |

### Doppio femminile
| Anno | Campionesse                      | Finaliste               | Punteggio         |
| ---- | -------------------------------- | ----------------------- | ----------------- |
| 2011 | Kang Seo-kyung Kim Na-ri         | Kim Ji-young Yoo Mi     | 5–7, 6–1, [10–7]  |
| 2012 | Nigina Abduraimova Chan Wing-yau | Kim Ji-young Yoo Mi     | 6–4, 2–6, [12–10] |
| 2013 | Han Na-lae Yoo Mi                | Kim Sun-jung Yu Min-hwa | 2–6, 6–3, [10–6]  |